# Rue Vodičkova
La rue Vodičkova  est une voie de Prague.

## Situation et accès
Située dans la Nouvelle Ville de Prague, elle relie la place Charles à la place Venceslas. 
Depuis l'intersection avec la rue Lazarská, il y a une ligne de tramway (en calèche depuis 1883), qui continue le long de la rue Jindřišská à peu près à mi-chemin de la place Venceslas.

## Origine du nom
Elle doit son nom actuel au riche boucher Jan Vodička, propriétaire de la plus grande maison de la parcelle 699, aujourd'hui Dům U Nováků.

## Historique

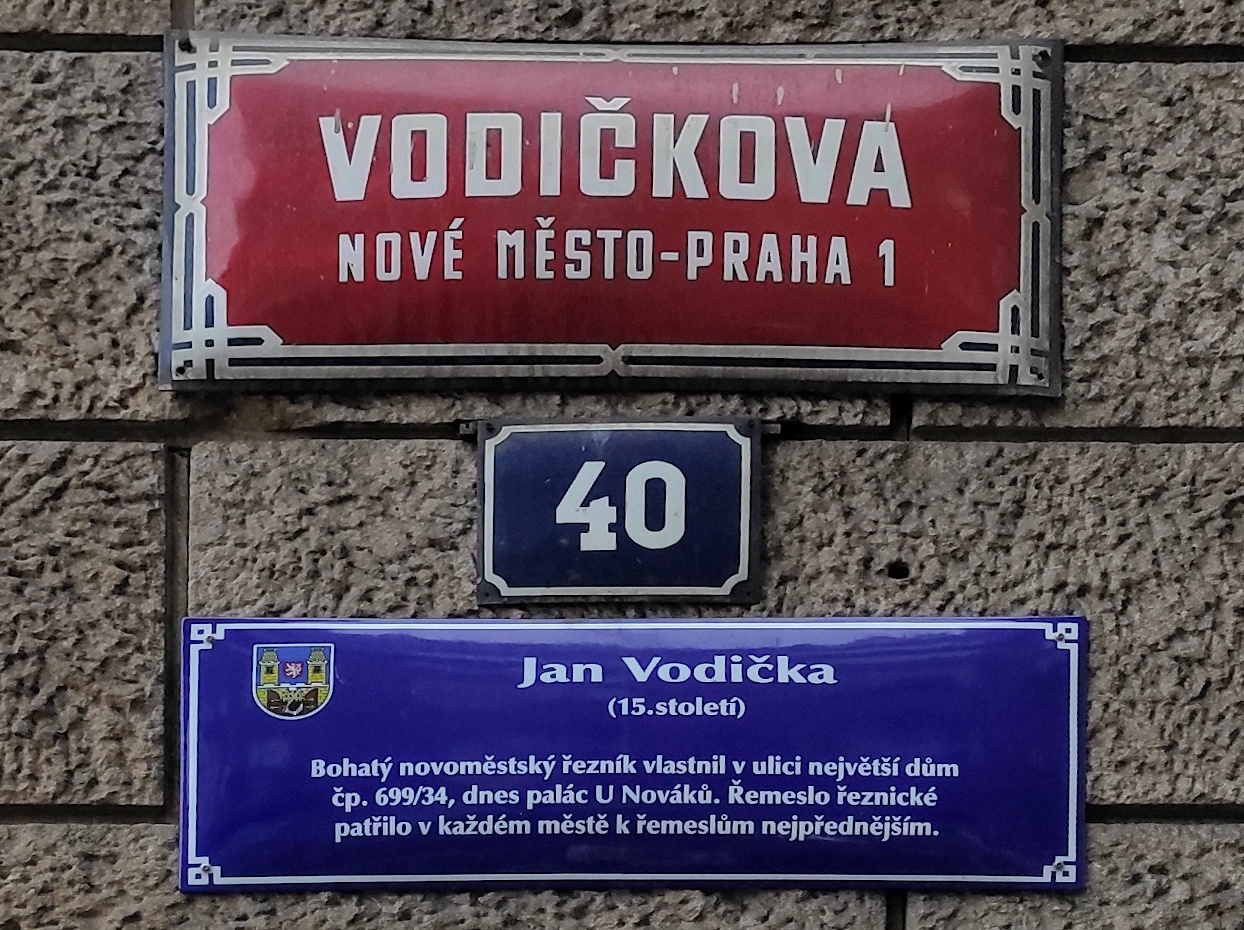

La rue a été créée au milieu du XIVe siècle lors de la fondation de la Nouvelle Ville et le nom d'origine était « Pasířská », plus tard « Stará Pasířská » ("Nová Pasířská" était aujourd'hui la rue Palackého) avant de prendre sa dénomination actuelle depuis le milieu du XVe siècle, 

## Bâtiments remarquables et lieux de mémoire
- Nouvel hôtel de ville - au coin de la rue et de la place Charles, le début de la construction en 1377 fut dirigé par le roi Charles IV.
- Théâtre mineur – au 6, scène de théâtre destinée aux enfants et aux jeunes[1]
- Dům U jelena (Dům U Řečických) – au 10, à l'origine un bâtiment gothique du 14ème siècle[2], reconstruit aux XVIIe et XVIIIe siècles, dans les années 1940-1948, siège de la galerie privée Poš, après 1950, elle fut transformée en galerie U Řečické de l'Union des Artistes Visuels, dans les années 1980 la Jeune Galerie U Řečické.
- maison de ville U Zlatého sloupu – au 16[3]
- immeuble d'appartements au 25, construit en 1845[4]
- École primaire Vodičkova – au 22, à l'origine le lycée pour filles
- bâtiment multifonctionnel (passage) Maison U Nováků – aux 28 et 30, le premier grand magasin de Prague ouvert en 1904
- Galerie Myšák – au 31, centre commercial avec une confiserie connue[5]
- Česká exportní banka – au 34, pour soutenir l'exportation des entreprises tchèques[6]
- maison de ville U Červeného– au 35[7]
- Palais Langhans – au 37, une archive de négatifs sur verre de portraits photographiques de l'atelier Langhans des années 1890-1940 a été trouvée dans un entrepôt dans la cour avant l'adaptation dans les années 1990[8]. La reconstruction ultérieure a été conçue par l'architecte Ladislav Lábus et a reçu le prix du bâtiment de l'année 2003.
- Palais Lucerna – un complexe polyvalent sur la place Venceslas avec un passage menant à la rue Vodičkova[9]
- Cinéma Světozor – au 41, salle de cinéma construite en 1918
- Maison Wiehl - au coin de la place Venceslas, à l'origine la maison d'habitation de l'architecte Antonín Wiehl, appartient depuis les années 1980 à l'Académie tchèque des sciences et est le siège de sa librairie.
- Musée des Illusions Fantastiques – au 31 ; informations sur www.muzeumfantastickychiluzi.cz